# Affaire Nóos
L'affaire Nóos ou opération Babel (en espagnol caso Nóos et Operación Babel) est une affaire de corruption politique surgie en 2010, dérivée de la dite affaire Palma Arena, au moment de la mise en examen des dirigeants de l'Institut Nóos, Iñaki Urdangarin, duc consort de Palma de Majorque (mari de la duchesse, l’infante d’Espagne Cristina de Borbón y Grecia), et son ancien associé Diego Torres Pérez, pour détournement de fonds, prévarication, contrefaçon et blanchiment d'argent. Les activités délictueuses ont été présumément réalisées à partir de l’Institut Nóos, organisation à but non lucratif dédiée à l'organisation d'évènements sportifs, ainsi qu’un réseau d’entreprises qui lui était associé.
Cette affaire se caractérise par une discordance comptable de plus de 50 millions d'euros, dans des comptes de construction.

## Présentation
Les principales personnes mises en cause dans l’affaire sont :
- José Luis Ballester Tuliesa, ancien champion olympique de voile, directeur général des sports du gouvernement des îles Baléares.
- Carlos García Revenga, secrétaire privé des infantes et membre de la direction de la Fondation Reina Sofía ; il est inculpé depuis février 2013[3],[4]
- Jaume Matas i Palou, ancien président des îles Baléares. Sous son mandat le gouvernement baléare confia à Nóos l'organisation de deux forums sur le tourisme et le sport, pour un montant estimé à 2 300 000 entre 2005 et 2006. Il figure parmi les premiers mis en cause.
- Ana María Tejeiro, épouse de Diego Torre, ancienne responsable du secteur juridique et fiscal de Nóos.
- Diego Torres Pérez, expert en stratégie et sponsoring, mis en cause dans l’affaire depuis juin 2011.
- Iñaki Urdangarin, ancien joueur professionnel de handball, époux de l’infante Cristina, il est mis en cause en 2012[2]
- Miguel Zorío, proche collaborateur d'Urdangarin et Torres à partir de 2004 ; responsable de la communication autour du Valencia Summit, un évènement sportif organisé par Nóos pour le compte du gouvernement valencien.
- Cristina de Borbón y Grecia, fille du roi d’Espagne Juan Carlos Ier et épouse d'Urdangarin, mise en examen début avril 2013 par le juge José Castro, chargé de l’affaire[5],[6], mais la procédure est annulée le 8 mai suivant par l’audience de Palma de Majorque[7].

Cette affaire est un des moteurs de la crise institutionnelle qui pousse le roi Juan Carlos Ier d'Espagne à abdiquer en faveur de son fils le 2 juin 2014.

## Factures croisées
L'investigation a laissé à découvert l'Institut Nóos ainsi que ses filiales qui ont servi pour générer une activité économique surprenante.
La signature d'accords de partenariat, principalement avec des entités publiques, sociétés représentées par Iñaki Urdangarin, est considéré par le juge d'instruction ainsi que par le parquet comme "irrégulière".
La question fondamentale est le fait qu'il n'y a eu aucune organisation de concours ou d'appels d'offres, et que l'Institut Nóos serait un écran de facturation d'un réseau de société. Plusieurs entreprises dépendant de l'Institut Nóos se sont facturées entre-elles des services. Le juge d'instruction José Castro a levé le secret en 2011 dans cette affaire qui implique directement Iñaki Urdangarin au titre des délits que ce  dernier aurait commis au sein de l'activité de l'Institut Nóos, ainsi que pour évasion et fraude fiscale, prévarication et détournement de fonds publics.

## Déclarations
Les deux premières personnes mises en examen, étaient des ex-associés d'Iñaki Urdangarin, Diego Torres Pérez et sa femme, Ana María Tejeiro qui ont utilisé leur droit de ne pas témoigner le 11 février 2012.
Migel Tejeiro, frère de la femme de Torres, a exercé des fonctions de comptable dans plusieurs sociétés satellites de l'Institut Nóos ainsi que des fonctions de secrétaire dans cette dernière. Tejeiro a reconnu que le Duc de Palma (Iñaki Urdangarin) et ses partenaires ont créé une société à Belize, conseillé par l'avocat fiscaliste, spécialiste des questions de fiscalité Salvador Trinxet, dont l'objectif était de payer moins d'impôts. Cette donnée a mis en évidence la complexité du tissu social de l'Institut Nóos.
Iñaki Urdangarin a témoigné pendant deux jours, en février 2012. Dans son témoignage, il s'est dissocié de la direction de l'Institut Nóos et a également disculpé l'Infante Cristina. Au cours de sa deuxième journée de déclaration, il a reconnu qu'en 2006, le roi Juan Carlos lui avait demandé, par l'intermédiaire de son ami et conseillé juridique José Manuel Romero Moreno, comte de Fontao de quitter l'Institut Nóos. Le procureur a découvert l'existence d'un compte bancaire en Suisse qu'Iñaki Urdangarin aurait accepté d'utiliser. L'institution de la Couronne semblait se sentir menacée, au regard des éléments dévoilés par le parquet.
En janvier 2013, le procureur de l'État a engagé des poursuites à titre privé pour le compte de l'Agence nationale de l'Administration des impôts (AEAT). Le 4 novembre 2013, le juge d'instruction chargé de l'affaire José Castro a saisi la moitié du luxueux manoir de Pedralbes (Barcelone), palais appartenant à Cristina de Borbón y Grecia ainsi qu'à son époux Iñaki Urdangarin, ainsi que de trois autres maisons plus petites à Palma et Terrassa. Au total, 16 propriétés ont été saisies. Le 7 janvier 2014, le même juge (à savoir José Castro) a décidé d'imputer Cristina de Borbón y Grecia pour blanchiment de capitaux et infractions fiscales. Le 7 novembre 2014, l'Audience de Palma a confirmé l'imputation pour délit fiscal, mais non pour blanchiment de capitaux.
L'enquête sur l'affaire Nóos incombe à la fois au juge principal de la Cour d'instruction no 3 de Palma, José Castro, au procureur chargé de la lutte contre la corruption et à la police judiciaire. Le procureur Pedro Harrach Arrom est chargé de l'accusation.
L'Audience de Palma juge que Cristina de Borbón y Grecia est convaincue de complicité présumée dans deux délits fiscaux commis par son mari, Iñaki Urdangarin : contre les arguments de la défense de l'Infante d'Espagne, Castro a estimé que la plainte déposée par le syndicat Clean Hands était recevable et qu'il avait le droit de traduire en justice la sœur de l'actuel Roi d'Espagne (Felipe VI), contre laquelle il réclamait 8 ans de prison.

## Peines prononcées et amendes
Le juge d'instruction demande dans sa décision le paiement d'un total de 61,3 millions d'euros en responsabilité civile aux 17 accusés, dont 2,6 millions d'euros à Cristina de Borbón y Grecia, somme découlant des dommages économiques, faisant suite au complot de détournement de fonds publics et de fraude au Trésor. Les accusées disposent de 20 jours pour régler leurs obligations de paiement, la Duchesse de Palma de Majorque a effectué directement le versement de 587 000 euros, montant demandé par l'accusation. En cas de non-exécution du paiement, le juge procédera à la désignation des avoirs de son patrimoine faisant l'objet de la saisie jusqu'à couvrir les montants fixés, conformément aux dispositions de l'article 597 de la loi sur les poursuites pénales. Le 17 février 2017, après 11 ans, la peine a été connue pour les accusés de l'affaire Nóos :
- Iñaki Urdangarin a été condamné à 6 ans et 3 mois d'emprisonnement, ainsi qu'à 7 ans et 1 mois d'inéligibilité spéciale, et à une amende de 513 553 euros ;
- Diego Torres Pérez a été condamné à 8 ans de prison et à une amende égale à 2 fois la valeur de la propriété blanchie, soit un montant de 689 537 euros ;
- Cristina de Borbón y Grecia a été condamnée à une amende de 265 088 euros ;
- Ana María Tejeiro, épouse de Diego Torres, doit payer une amende s'élevant à 344 934 euros.

Le 12 juin 2018, le jugement du Tribunal suprême (Espagne) est publié,.
Les media ont publié des tableaux explicatifs sur les condamnés et leurs peines :
- Iñaki Urdangarin est condamné à 5 ans et 10 mois de prison[13].
- Diego Torres Pérez est condamné à 5 ans et 8 mois de prison.
- Jaume Matas, ancien Président des îles Baléares, condamné à 3 ans et 8 mois de prison.
- Cristina de Borbón y Grecia, quant à elle, est condamnée à payer une amende de 136 950 euros.
- Ana Maria Tejeiro, épouse de Diego Torres est condamnée à payer 172 550 euros.

## Répercussions politiques

### Maison royale
Le 24 décembre 2011, le roi Juan Carlos Ier, lors de son traditionnel discours de Noël, défend "le comportement exemplaire" que doivent posséder tous les fonctionnaires et rappelle que "la justice est la même pour tous", de sorte que "toute action répréhensible sera jugée et sanctionnée conformément à la loi". Bien que l'article 56 (alinéa 3) de la Constitution espagnole dispose que "La personne du roi est inviolable et ne peut être tenue pour responsable. Ces actes seront toujours endossés de la manière établie à l'article 64, sans validité sans cet endossement, sauf disposition contraire de l'article 65.2."
En janvier 2013, la Maison royale a supprimé du site Web de la Maison royale la page qui correspond à Urdangarin en tant que membre de la famille royale et ne laisse que son nom et son image, en tant que mari de Mme Cristina de Borbón y Grecia, sur la page personnelle de l'infante.

### Dans le reste de l'Espagne
Le 14 mai 2012, le Bureau du Congrès des députés, chargé de diriger et d'organiser les travaux de l'ensemble du Congrès, décide de rejeter les questions posées au gouvernement par le député d'IU-Valencia, Ricardo Sixto, afin de clarifier la relation supposée du roi avec l'Institut Nóos.
L'implication de deux membres de la famille royale dans une affaire de corruption a forcé la Couronne à une « opération chirurgicale d'urgence, à la vie ou à la mort », telle que définie par un grand connaisseur de l'institution.
Pour la Zarzuela, l'Infante Cristina et Iñaki Urdangarin n'existent plus. Le cordon sanitaire qui a fermement protégé Felipe VI demeure. "Il reçoit une couronne endommagée, il prend des décisions contre son cœur mais il tranche et coupe les liens avec sa sœur et son beau-frère", a déclaré Urbano. "L'affaire Nóos a obligé le ministère public à faire preuve de plus de transparence et a montré que nous sommes tous égaux devant la loi", a ajouté Eyre. L’une des premières décisions de Felipe VI a été d’imposer à la famille royale et à ses employés un code de conduite interdisant notamment au personnel de la Chambre de faire des activités incompatibles avec l’institution. Ce cordon sanitaire imposé par Felipe VI, fermement appuyé par la reine Letizia a cherché à empêcher la corruption de nuire à son règne et de dégrader encore plus la réputation d’une institution endommagée.

## Répercussions médiatiques
La presse générale espagnole a commencé à se faire l'écho de l'affaire Nóos dès 2011, alors que l'affaire Vox populi était entre les mains du procureur pour corruption. Le 7 novembre 2011, El Periódico de Catalunya s'est fait l'écho de l'enregistrement du siège de l'Institut Nóos à Barcelone pour le cas de Palma Arena.81 À compter de cette date, cette affaire fait la couverture des principaux médias espagnols.
Lorsque tous les journaux espagnols ont publié dans leurs pages les nouvelles concernant les enquêtes menées par le procureur chargé de la lutte contre la corruption, le presse people a surpris les lecteurs à plus d'un égard. En effet, la presse people en a pris le contrepied comme le magazine ¡Hola!, en couverture duquel est apparue la reine Sofia avec les ducs de Palma, souriants, et titrée "La reine, des journées en famille avec les ducs de Palma à Washington." Le reste de la presse people a également essayé de donner une image de l'honnêteté d'Urdangarin. La semaine du scandale, le magazine Dix minutes a titré "L’Infante Cristina voit son mariage en danger", tandis que Semana parie sur "Le rôle difficile de l’Infante Cristina". Et bien qu'ils aient souligné les moments difficiles qui ont eu lieu à cause de son mari, ils ne se sont pas étendus sur les problèmes juridiques de celui-ci.
Le 13 mai 2013, Enrique Gil Calvo, professeur de sociologie et chroniqueur régulier d'El País, a publié un article intitulé "Desimputación". Ce dernier met en évidence que la corruption politique et institutionnelle constitue "le premier grand problème national".
Outre la presse ibérique, dans un article en date du 13 décembre 2011, le journal français Le Monde se fait l'écho de l'affaire entachant la Couronne d'Espagne, « Un gendre indélicat embarrasse la famille royale espagnole ». Le 15 décembre 2011, c'est cette fois le journal romain La Repubblica qui évoquait l'affaire, avec pour titre "«Les épines de la couronne en Espagne: le gendre met le roi Juan Carlos en difficulté.»